# Населення Гренландії
Населення Ґренландії. Чисельність населення країни 2015 року становила 57,7 тис. осіб (206-те місце у світі). Чисельність ґренландців залишається відносно стабільною, народжуваність 2015 року становила 14,48 ‰ (135-те місце у світі), смертність — 8,49 ‰ (77-ме місце у світі), природний приріст — 0 % (196-те місце у світі) . 

## Природний рух

### Відтворення
Народжуваність у Ґренландії, станом на 2015 рік, дорівнює 14,48 ‰ (135-те місце у світі). Коефіцієнт потенційної народжуваності 2015 року становив 2,03 дитини на одну жінку (118-те місце у світі).
Смертність у Ґренландії 2015 року становила 8,49 ‰ (77-ме місце у світі).
Природний приріст населення в країні 2015 року становив 0 % (196-те місце у світі).

### Вікова структура

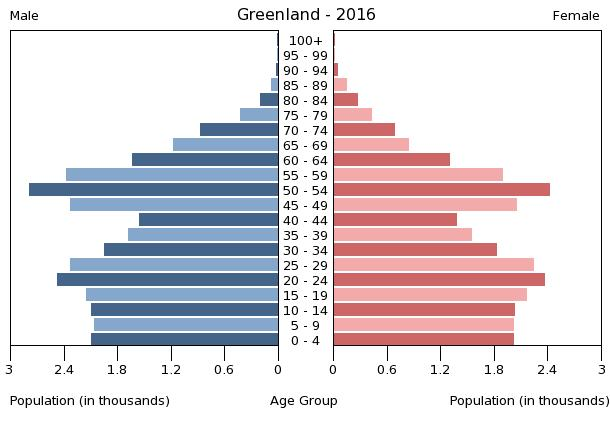
Віково-статева піраміда населення Ґренландії, 2016 рік

Середній вік населення Ґренландії становить 33,8 року (85-те місце у світі): для чоловіків — 35, для жінок — 32,6 року. Очікувана середня тривалість життя 2015 року становила 72,1 року (144-те місце у світі), для чоловіків — 69,41 року, для жінок — 74,92 року.
Вікова структура населення Ґренландії, станом на 2015 рік, виглядає таким чином:
- діти віком до 14 років — 21,35 % (6 263 чоловіка, 6 064 жінки);
- молодь віком 15—24 роки — 16,2 % (4 736 чоловіків, 4 615 жінок);
- дорослі віком 25—54 роки — 42,03 % (12 751 чоловік, 11 516 жінок);
- особи передпохилого віку (55—64 роки) — 11,87 % (3 858 чоловіків, 2 996 жінок);
- особи похилого віку (65 років і старіші) — 8,55 % (2 640 чоловіків, 2 294 жінки)[1].

## Розселення
Густота населення країни 2015 року становила 0,1 особи/км² (242-ге місце у світі). Поселення концентруються на морському південно-західному узбережжі; внутрішні території вкриті покровним льодовиком безлюдні.

### Урбанізація
Ґренландія надзвичайно урбанізована країна. Рівень урбанізованості становить 86,4 % населення країни (станом на 2015 рік), темпи зростання частки міського населення — 0,74 % (оцінка тренду за 2010—2015 роки).
Головні міста країни: Нуук (столиця) — 17,0 тис. осіб (дані за 2014 рік).

### Міграції
Річний рівень еміграції 2015 року становив 5,98 ‰ (198-ме місце у світі). Цей показник не враховує різниці між законними і незаконними мігрантами, між біженцями, трудовими мігрантами та іншими.

## Расово-етнічний склад
| Етнічний склад (2022 рік) | Етнічний склад (2022 рік) | Етнічний склад (2022 рік) | Етнічний склад (2022 рік) | Етнічний склад (2022 рік) |
| ------------------------- | ------------------------- | ------------------------- | ------------------------- | ------------------------- |
| Етнос:                    |                           |                           | Відсоток:                 |                           |
| інуїти                    | інуїти                    |                           | 88%                       | 88%                       |
| данці                     | данці                     |                           | 24%                       | 24%                       |
| інші                      | інші                      |                           | 4%                        | 4%                        |

Головні етноси країни: інуїти — 70 %, данці  — 24 %, інші—4%  населення (2022 рік).

## Мови
| Мови Ґренландії (2015 рік) | Мови Ґренландії (2015 рік) | Мови Ґренландії (2015 рік) | Мови Ґренландії (2015 рік) | Мови Ґренландії (2015 рік) |
| -------------------------- | -------------------------- | -------------------------- | -------------------------- | -------------------------- |
| Мова:                      |                            |                            | Відсоток:                  |                            |
| ґренландська               | ґренландська               |                            | 90%                        | 90%                        |
| данська                    | данська                    |                            | 12%                        | 12%                        |
| англійська                 | англійська                 |                            | 5%                         | 5%                         |

Офіційна мова — ґренландська (східноінуїтська). Інші поширені мови: данська, англійська.
У Гренландії з 1 липня 2009 року єдиною офіційною мовою є гренландська (одна з ескімоських мов). Раніше другою офіційною мовою була данська. Багато мешканців Гренландії володіють англійською мовою як третьою. Основна релігія — християнство (лютеранство).
І гренландська (ескімосько-алеутська мова), і данська мови були державними з моменту встановлення самостійного правління в 1979 році; більшість населення може говорити обома мовами. Гренландська мова стала єдиною офіційною мовою країни в червні 2009 року. На практиці данська мова, як і раніше, широко використовується в адміністрації та вищій освіті, а також залишається першою чи єдиною мовою для деяких данських іммігрантів у Нууці та інших великих містах. Дискусія про роль гренландської та данської мов в майбутньому країни триває. Орфографія гренландської мови була створена в 1851 році та переглянута в 1973 році. Країна має 100 % рівень грамотності.
Kalaallisut — це гренландський діалект Західної Гренландії, яким говорить найгустонаселеніший район острова. Це призвело до фактичного статусу діалекту як офіційної «гренландської» мови, хоча на північному діалекті Inuktun, як і раніше, говорить приблизно 1000 мешканців Каанааку, а на східному діалекті Tunumiit — близько 3000. Кожен із цих діалектів майже незрозумілий для інших і розглядається деякими лінгвістами як окремі мови. Звіт ЮНЕСКО назвав інші діалекти, які перебувають під загрозою зникнення, і нині вживаються заходи для захисту східно-гренландських діалектів.
Англійська мова є ще однією важливою мовою для Гренландії. Її викладають у школах із першого класу.

## Релігії
| Релігії в Ґренландії (2009 рік) | Релігії в Ґренландії (2009 рік) | Релігії в Ґренландії (2009 рік) | Релігії в Ґренландії (2009 рік) | Релігії в Ґренландії (2009 рік) |
| ------------------------------- | ------------------------------- | ------------------------------- | ------------------------------- | ------------------------------- |
| Віросповідання:                 |                                 |                                 | Відсоток:                       |                                 |
| лютерани                        | лютерани                        |                                 | 90%                             | 90%                             |
| традиційні вірування            | традиційні вірування            |                                 | 10%                             | 10%                             |

Головні релігії й вірування, які сповідує, і конфесії та церковні організації, до яких відносить себе населення країни: лютеранство, традиційні вірування інуїтів.

## Освіта
Рівень письменності 2015 року становив 99 % дорослого населення (віком від 15 років): 99 % — серед чоловіків, 99 % — серед жінок.

## Охорона здоров'я
Забезпеченість лікарями в країні на рівні 1,67 лікаря на 1000 мешканців (станом на 2009 рік). Забезпеченість лікарняними ліжками в стаціонарах — 5,8 ліжка на 1000 мешканців (станом на 2009 рік).
Смертність немовлят до 1 року, станом на 2015 рік, становила 9,23 ‰ (143-тє місце у світі); хлопчиків — 10,54 ‰, дівчаток — 7,85 ‰.

### Захворювання
Кількість хворих на СНІД невідома, дані про відсоток інфікованого населення в репродуктивному віці 15-49 років відсутні. Дані про кількість смертей від цієї хвороби за 2014 рік відсутні.

### Санітарія
Доступ до облаштованих джерел питної води 2015 року мало 100 % населення в містах і 100 % в сільській місцевості; загалом 100 % населення країни. Відсоток забезпеченості населення доступом до облаштованого водовідведення (каналізація, септик): в містах — 100 %, в сільській місцевості — 100 %, загалом по країні — 100 % (станом на 2015 рік).

## Соціально-економічне положення
За межею бідності 2007 року перебувало 9,2 % населення країни. Дані про розподіл доходів домогосподарств в країні відсутні.
Станом на 2016 рік, уся країна була електрифікована, усе населення країни мало доступ до електромереж. Рівень проникнення інтернет-технологій високий. Станом на липень 2015 року в країні налічувалось 39 тис. унікальних інтернет-користувачів (192-ге місце у світі), що становило 67,6 % загальної кількості населення країни.

### Трудові ресурси
Загальні трудові ресурси 2012 року становили 26,99 тис. осіб (207-ме місце у світі). Зайнятість економічно активного населення у господарстві країни розподіляється таким чином: аграрне, лісове і рибне господарства — 13,9 %; промисловість і будівництво — 19,2 %; сфера послуг — 67 % (станом на 2012 рік). Безробіття 2013 року дорівнювало 9,4 %, 2010 року — 4,2 % (111-те місце у світі).

## Гендерний стан
Статеве співвідношення (оцінка 2015 року):
- при народженні — 1,05 особи чоловічої статі на 1 особу жіночої;
- у віці до 14 років — 1,03 особи чоловічої статі на 1 особу жіночої;
- у віці 15—24 років — 1,03 особи чоловічої статі на 1 особу жіночої;
- у віці 25—54 років — 1,11 особи чоловічої статі на 1 особу жіночої;
- у віці 55—64 років — 1,29 особи чоловічої статі на 1 особу жіночої;
- у віці за 64 роки — 1,15 особи чоловічої статі на 1 особу жіночої;
- загалом — 1,1 особи чоловічої статі на 1 особу жіночої[1].

## Демографічні дослідження
Демографічні дослідження в країні ведуться рядом державних і наукових установ Данії:

### Українською
- Атлас. 10-11 клас. Економічна і соціальна географія світу / упорядники :  О. Я. Скуратович, Н. І. Чанцева. — К. : ДНВП «Картографія», 2010. — ISBN 978-966-475-639-3.
- Атлас світу / голов. ред. І. С. Руденко ; зав. ред. В. В. Радченко ; відп. ред. О. В. Вакуленко. — К. : ДНВП «Картографія», 2005. — 336 с. — ISBN 9666315467.
- Безуглий В. В. Економічна і соціальна географія зарубіжних країн : Навчальний посібник. — К. : ВЦ «Академія», 2007. — 704 с. — ISBN 978-966-580-239-6.
- Безуглий В. В., Козинець С. В. Регіональна економічна і соціальна географія світу : Навчальний посібник. — видання 2-ге, доп., перероб. — К. : ВЦ «Академія», 2007. — 688 с. — ISBN 966-580-144-9.
- Головченко В. І., Кравчук О. Країнознавство: Азія, Африка, Латинська Америка, Австралія і Океанія. — К., 2006. — 335 с. — ISBN 966-8939-04-2.
- Гудзеляк І. І. Географія населення: Навчальний посібник / І. Гудзеляк. — Л. : Видавничий центр ЛНУ імені Івана Франка, 2008. — 232 с. — ISBN 978-966-613-599-8.
- Дахно І. І. Країни світу: Енциклопедичний довідник / І. І. Дахно, С. М. Тимофієв. — К. : Мапа, 2011. — 606 с. — (Бібліотека нового українця) — ISBN 978-966-8804-23-6.
- Дахно І. І. Економічна географія зарубіжних країн : навчальний посібник. — К. : Центр учбової літератури, 2014. — 319 с. — ISBN 978-611-01-0682-5.
- Джаман В. О. Регіональні системи розселення: демографічні аспекти. — Чернівці : Рута, 2003. — 392 с. — ISBN 9665685988.
- Дорошенко Л. С. Демографія: Навчальний посібник. — К. : МАУП, 2005. — 112 с. — ISBN 966-608-442-2.
- Дубович І. А. Країнознавчий словник-довідник. — 5-те вид., перероб. і доп. — К. : Знання, 2008. — 839 с. — ISBN 978-966-346-330-8.
- Економічна і соціальна географія країн світу. Навчальний посібник / За ред. Кузика С. П. — Л. : Світ, 2002. — 672 с. — ISBN 966-603-178-7.
- Загальна медична географія світу / В. О. Шевченко [та ін.] — К. : [б.в.], 1998. — 178 с.
- Книш М. М., Мамчур О. І. Регіональна економічна і соціальна географія світу (Латинська Америка та Карибські країни, Африка, Азія, Океанія) : навч. посіб. — Л. : ЛНУ ім. Івана Франка, 2013. — 368 с. — ISBN 978-617-10-0007-0.
- Крисаченко В. С. Динаміка населення: Популяційні, етнічні та глобальні виміри. — К. : Видавництво Національного інституту стратегічних досліджень, 2005. — 368 с. — ISBN 966-554-083-1.
- Кузик С. П., Книш М. М. Економічна і соціальна географія країн Америки : навч. посіб. — Л. : ЛНУ ім. Івана Франка, 1999. — 299 с. — ISBN 966-613-026-2.
- Любіцева О. О., Мезенцев К. В., Павлов С. В. Географія релігій. — К. : АртЕК, 1999. — 504 с. — ISBN 966-505-006-0.
- Масляк П. О. Країнознавство. — К. : Знання, 2007. — 292 с. — (Вища освіта XXI століття)
- Масляк П. О., Дахно І. І. Економічна і соціальна географія світу / П. О. Масляк, І. І. Дахно ; за ред. П. О. Масляка. — К. : Вежа, 2003. — 280 с. — ISBN 966-7091-53-8.

### Російською
- (рос.) Гренландия // Демографический энциклопедический словарь / главн. ред. Валентей Д. И. — М. : Советская энциклопедия, 1985. — 608 с.
- (рос.) Гренландия // Страны и народы. Америка. Общий обзор. Северная Америка / Редкол. : Ю. П. Аверкиева и др. — М. : «Мысль», 1980. — 301 с. — (Страны и народы) — 180 тис. прим.
- (рос.) Атлас народов мира / Отв. ред. С. И. Брук и В. С. Апенченко. — М. : ГУГК ГГК СССР и Институт этнографии им. Н. Н. Миклухо-Маклая АН СССР, 1964. — 185 с. — 20 тис. прим.
- (рос.) Численность и расселение народов мира. Этнографические очерки / под ред. С. И. Брука. — М. : Издательство АН СССР, 1962. — 487 с.
- (рос.) Лаппо Г. М. География городов: Учебное пособие для географических факультетов вузов. — М. : Туманит, изд. центр ВЛАДОС, 1997. — 476 с. — ISBN 5-691-00047-0.
- (рос.) Ягельский А. География населения. — М. : Прогресс, 1980. — 383 с.